# Camilo Melivilu
Camilo Andrés Melivilu Fuentes (Santiago, Chile, 8 de septiembre de 1993) es un futbolista chileno que juega de Delantero y su equipo actual es San Marcos de Arica de la Primera B de Chile.
En 2012 llegó a convertir 18 goles, jugando por la filial de Audax Italiano, siendo el goleador de Segunda División Profesional, correspondiente a la tercera categoría del fútbol chileno.
En el año 2019 tras el estallido social ocurrido en Chile, se dieron por finalizado todos los torneos de fútbol de las divisiones profesionales de manera anticipada, fue así como Melivilu se coronó campeón de la Segunda División Profesional de Chile con el Club Deportivo San Marcos de Arica  a falta de 4 encuentros por disputar. Melivilu fue clave para conseguir este ascenso, fue el máximo artillero de su equipo con 11 tantos y quedó solo a uno de compartir podio con los goleadores de la categoría.

## Estadísticas
| Club                          | Div.          | Temporada     | Liga  | Liga  | Copas nacionales | Copas nacionales | Torneos internacionales | Torneos internacionales | Total | Total |
| Club                          | Div.          | Temporada     | Part. | Goles | Part.            | Goles            | Part.                   | Goles                   | Part. | Goles |
| ----------------------------- | ------------- | ------------- | ----- | ----- | ---------------- | ---------------- | ----------------------- | ----------------------- | ----- | ----- |
| Audax Italiano · Chile        | 1ª            | 2012          | 4     | 0     | 3                | 0                | —                       | —                       | 7     | 0     |
| Audax Italiano · Chile        | 1ª            | 2013          | 4     | 2     | 4                | 1                | —                       | —                       | 8     | 3     |
| Audax Italiano · Chile        | 1ª            | 2013-14       | 2     | 0     | —                | —                | —                       | —                       | 2     | 0     |
| Audax Italiano B · Chile      | 3ª            | 2012          | 24    | 18    | —                | —                | —                       | —                       | 24    | 18    |
| Audax Italiano B · Chile      | 3ª            | 2013          | 11    | 6     | —                | —                | —                       | —                       | 11    | 6     |
| Audax Italiano B · Chile      | 3ª            | 2013-14       | 20    | 6     | —                | —                | —                       | —                       | 20    | 6     |
| Audax Italiano B · Chile      | Total club    | Total club    | 55    | 30    | 0                | 0                | 0                       | 0                       | 55    | 30    |
| Deportes Copiapó · Chile      | 2ª            | 2014-15       | 32    | 6     | 1                | 1                | —                       | —                       | 33    | 7     |
| Deportes Copiapó · Chile      | Total club    | Total club    | 32    | 6     | 1                | 1                | 0                       | 0                       | 33    | 7     |
| Unión San Felipe · Chile      | 2ª            | 2015-16       | 25    | 7     | 6                | 2                | —                       | —                       | 31    | 9     |
| Unión San Felipe · Chile      | Total club    | Total club    | 25    | 7     | 6                | 2                | 0                       | 0                       | 31    | 9     |
| Audax Italiano · Chile        | 1ª            | 2016-17       | 19    | 3     | 5                | 1                | —                       | —                       | 24    | 4     |
| Audax Italiano · Chile        | Total club    | Total club    | 29    | 5     | 12               | 2                | 0                       | 0                       | 41    | 7     |
| Coquimbo Unido · Chile        | 2.ª           | 2017          | 15    | 3     | 4                | 1                | —                       | —                       | 19    | 4     |
| Coquimbo Unido · Chile        | 2.ª           | 2018          | 1     | 0     | —                | —                | —                       | —                       | 1     | 0     |
| Coquimbo Unido · Chile        | Total club    | Total club    | 16    | 3     | 4                | 1                | 0                       | 0                       | 20    | 4     |
| San Luis de Quillota · Chile  | 1ª            | 2018          | 8     | 0     | 1                | 0                | —                       | —                       | 9     | 0     |
| San Luis de Quillota · Chile  | Total club    | Total club    | 8     | 0     | 1                | 0                | 0                       | 0                       | 9     | 0     |
| San Marcos de Arica · Chile   | 3ª            | 2019          | 25    | 11    | 2                | 0                | —                       | —                       | 27    | 11    |
| Magallanes · Chile            | 2.ª           | 2020          | 19    | 1     | —                | —                | —                       | —                       | 19    | 1     |
| Magallanes · Chile            | Total club    | Total club    | 19    | 1     | 0                | 0                | 0                       | 0                       | 19    | 1     |
| Deportes Puerto Montt · Chile | 2.ª           | 2021          | 32    | 6     | 3                | 2                | —                       | —                       | 35    | 8     |
| Rangers · Chile               | 2.ª           | 2022          | 27    | 3     | 1                | 0                | —                       | —                       | 28    | 3     |
| Rangers · Chile               | Total club    | Total club    | 27    | 3     | 1                | 0                | 0                       | 0                       | 28    | 3     |
| Deportes Valdivia · Chile     | 3ª            | 2023          | 12    | 6     | 1                | 1                | —                       | —                       | 13    | 7     |
| Deportes Valdivia · Chile     | Total club    | Total club    | 12    | 6     | 1                | 1                | 0                       | 0                       | 13    | 7     |
| Deportes Puerto Montt · Chile | 2.ª           | 2023          | 15    | 3     | 2                | 0                | —                       | —                       | 17    | 3     |
| Deportes Puerto Montt · Chile | Total club    | Total club    | 47    | 9     | 5                | 2                | 0                       | 0                       | 52    | 11    |
| Deportes Temuco · Chile       | 2.ª           | 2024          | 20    | 2     | 3                | 1                | —                       | —                       | 23    | 3     |
| Deportes Temuco · Chile       | Total club    | Total club    | 20    | 2     | 3                | 1                | 0                       | 0                       | 23    | 3     |
| San Marcos de Arica · Chile   | 2.ª           | 2025          | 17    | 8     | 6                | 1                | —                       | —                       | 23    | 9     |
| San Marcos de Arica · Chile   | Total club    | Total club    | 42    | 19    | 8                | 1                | 0                       | 0                       | 50    | 20    |
| Total carrera                 | Total carrera | Total carrera | 332   | 91    | 42               | 11               | 0                       | 0                       | 376   | 102   |
| 1. 2.                         |               |               |       |       |                  |                  |                         |                         |       |       |

## Palmarés

### Torneos nacionales
| Título           | Equipo              | País  | Año  |
| ---------------- | ------------------- | ----- | ---- |
| Primera B        | Coquimbo Unido      | Chile | 2018 |
| Segunda División | San Marcos de Arica | Chile | 2021 |

### Distinciones individuales
| Distinción                                     | Año  |
| ---------------------------------------------- | ---- |
| Máximo goleador de la Segunda División Chilena | 2012 |